# Mitridat IV. Partski
Mitridat IV. Partski, kralj iz Arsakidske dinastije, ki je od leta  129 do 140 vladal v zahodnem delu Partskega cesarstva, * ni znano, † 140.
Bil je najmlajši sin kralja Vonona II. in njegove grške konkubine in brat kralja Kosroja I. (vladal 109-129). Med Trajanovim vojnim pohodom v Mezopotamijo leta 116 sta bila s sinom Sanatrukom II. poražena. 
Po smrti Kosroja I. leta 129 je na prestol prišel Mitridat IV. in za svojega naslednika imenoval sina Sanatruka II., ki je še pred zasedbo prestola padel v bitki z Rimljani. Mitridat je nadaljeval borbo za prestol z rivalskim kraljem Vologasom III. in med napadom na Komageno leta 140 umrl. Partski prestol je zasedel  Vologas III., po njegovi smrti leta 147pa Mitridatov sin Vologas IV..
| Mitridat IV. Partski Arsakidska dinastijaRojen: ni znano Umrl: 140 |                                                  |                         |
| Vladarski nazivi                                                   |                                                  |                         |
| Predhodnik: Kosroj I.                                              | Veliki kralj (šah) Partskega cesarstva 129 – 140 | Naslednik: Vologas III. |

## Vira
- Encyclopædia Britannica, 11. izdaja, Cambridge University Press, 1911.
- Ivan Malala, Chronographia.